# Кристоф V фон дер Шуленбург
Кристоф V фон дер Шуленбург (на немски: Christoph V von der Schulenburg; * 1513; † 1580) е граф от Бялата линия на род фон дер Шуленбург.

## Произход
Той е най-големият син на граф Албрехт III фон дер Шуленбург „Белия“ († 1540) и съпругата му Агата фон Бюлов († 1541), дъщеря на Георг фон Бюлов († пр. 1516) и първата му съпруга фон Бодендик. Внук е на граф Фриц IV фон дер Шуленбург († пр. 1510) и първата му съпруга Кунигунда фон Бартенслебен. Брат е на Георг IX фон дер Шуленбург (1514 – 1578), Фриц VIII фон дер Шуленбург (1517/1518 – 1589) и Албрехт V фон дер Шуленбург († 1553, убит при Зиверсхаузен).

## Фамилия
Първи брак: с Анна фон Есторф (ок. 1537 – 1578), дъщеря на Ото фон Есторф (1500 – 1558) и Анна фон Шак (1508 – 1565). Те имат три деца:
- Албрехт VI фон дер Шуленбург (1557 – 1607), женен за графиня Олека фон Залдерн († 1622); имат 13 деца
- Маргарета вфон дер Шуленбург, омъжена за Ахац фон Велтхайм
- София фон дер Шуленбург, омъжена за Лудвиг фон Кленке

Втори брак: през 1555 г. с Илза фон дер Кнезебек. Бракът е бездетен.